# Ватерполо репрезентација Кубе
Ватерполо репрезентација Кубе представља Кубу на међународним ватерполо такмичењима.
Највећи успеси репрезентације су златна медаља на Панамеричким играма 1991. и бронзана на Светском купу 1981, такође је освојила пет сребрних и две бронзане медаље на Панамеричким играма.

## Резултати на међународним такмичењима

### Олимпијске игре
- 1900 - 1964: Није се квалификовала
- 1968: 8. место
- 1972: 9. место
- 1976: 7. место
- 1980: 5. место
- 1984 - 1988: Није учествовала
- 1992: 8. место
- 1996 - 2008: Није се квалификовала

### Светско првенство
- 1973: 6. место
- 1975: 4. место
- 1978: 9. место
- 1982: 5. место
- 1986: 7. место
- 1991: 11. место
- 1994: 11. место
- 1998 - 2003: Није се квалификовала
- 2005: 12. место
- 2007 - 2011: Није се квалификовала

### Панамеричке игре
| - 1951 - 1963: Није се квалификовала - 1967: 4. место - 1971: 2. место - 1975: 3. место - 1979: 2. место | - 1983: 2. место - 1987: 2. место - 1991: Победник - 1995: 3. место | - 1999: 2. место - 2003: Није се квалификовала - 2007: 4. место - 2011: Није се квалификовала |

### Светски куп
| - 1979: Није се квалификовала - 1981: 3. место - 1983: 8. место | - 1985: Није се квалификовала - 1987: 7. место - 1989 - 1991: Није се квалификовала | - 1993: 8. место - 1995 - 2010: Није се квалификовала |

### Светска лига
Није учествовала